# Selección femenina de baloncesto de la Unión Soviética
La Selección femenina de baloncesto de la Unión Soviética fue un equipo formado por jugadoras de nacionalidad soviética que represenban en las competiciones internacionales organizadas por la Federación Internacional de Baloncesto (FIBA) o el Comité Olímpico Internacional (COI): los Juegos Olímpicos y Campeonato mundial de baloncesto especialmente. Cabe destacar dos figuaras importantes de los logros de esta histórica selección, en los banquillos Lidia Alexeyeva y en la cancha Uliana Semiónova, ambas miembros del Basketball Hall of Fame.

## Resultados

### Juegos Olímpicos
| Baloncesto en los Juegos Olímpicos | Baloncesto en los Juegos Olímpicos | Baloncesto en los Juegos Olímpicos | Baloncesto en los Juegos Olímpicos | Baloncesto en los Juegos Olímpicos | Baloncesto en los Juegos Olímpicos |
| ---------------------------------- | ---------------------------------- | ---------------------------------- | ---------------------------------- | ---------------------------------- | ---------------------------------- |
| Montreal 1976:                     | Medalla de oro                     | Moscú 1980:                        | Medalla de oro                     | Los Ángeles 1984:                  | retirada                           |
| Seúl 1988:                         | Medalla de bronce                  | Barcelona 1992:                    | (como CEI)                         | 1996–presente:                     | extinta                            |

### Mundiales
| Copa Mundial de Baloncesto Femenino | Copa Mundial de Baloncesto Femenino | Copa Mundial de Baloncesto Femenino | Copa Mundial de Baloncesto Femenino | Copa Mundial de Baloncesto Femenino | Copa Mundial de Baloncesto Femenino |
| ----------------------------------- | ----------------------------------- | ----------------------------------- | ----------------------------------- | ----------------------------------- | ----------------------------------- |
| 1953:                               | No participó                        | 1957:                               | Medalla de plata                    | 1959:                               | Medalla de oro                      |
| 1964:                               | Medalla de oro                      | 1967:                               | Medalla de oro                      | 1971:                               | Medalla de oro                      |
| 1975:                               | Medalla de oro                      | 1979:                               | retirada                            | 1983:                               | Medalla de oro                      |
| 1986:                               | Medalla de plata                    | 1990:                               | 5º                                  | 1994–presente:                      | Extinta                             |

### Eurobasket
| Campeonato Europeo de Baloncesto Femenino | Campeonato Europeo de Baloncesto Femenino | Campeonato Europeo de Baloncesto Femenino | Campeonato Europeo de Baloncesto Femenino | Campeonato Europeo de Baloncesto Femenino | Campeonato Europeo de Baloncesto Femenino |
| ----------------------------------------- | ----------------------------------------- | ----------------------------------------- | ----------------------------------------- | ----------------------------------------- | ----------------------------------------- |
| 1938:                                     | No participó                              | 1950:                                     | Medalla de oro                            | 1952:                                     | Medalla de oro                            |
| 1954:                                     | Medalla de oro                            | 1956:                                     | Medalla de oro                            | 1958:                                     | Medalla de plata                          |
| 1960:                                     | Medalla de oro                            | 1962:                                     | Medalla de oro                            | 1964:                                     | Medalla de oro                            |
| 1966:                                     | Medalla de oro                            | 1968:                                     | Medalla de oro                            | 1970:                                     | Medalla de oro                            |
| 1972:                                     | Medalla de oro                            | 1974:                                     | Medalla de oro                            | 1976:                                     | Medalla de oro                            |
| 1978:                                     | Medalla de oro                            | 1980:                                     | Medalla de oro                            | 1981:                                     | Medalla de oro                            |
| 1983:                                     | Medalla de oro                            | 1985:                                     | Medalla de oro                            | 1987:                                     | Medalla de oro                            |
| 1989:                                     | Medalla de oro                            | 1991:                                     | Medalla de oro                            | 1993–presente:                            | Extinta                                   |

## Selecciones medallistas en Mundiales, JJOO y Europeos (incluye CEI)

### Mundiales
- 1957:  2ª

Nina Maksimel'janova, Nina Maksimova, Valentina Kostikova, Valentina Kopylova, Nina Poznanskaja, Gražina Tulevičiūtė, Raisa Michajlova, Tat'jana Kudrjavceva, Nina Erëmina, Galina Stepina, Dzidra Uztupe. Seleccionador: Vladimir Gorochov
- 1959:  Campeonas

Nina Maksimel'janova, Skaidrīte Smildziņa, Valentina Kostikova, Maret-Mai Otsa, Nina Poznanskaja, Raisa Michajlova, Ene-Lille Kitsing, Jūratė Daktaraitė, Nina Arciševskaja, Nina Erëmina, Galina Stepina, Helēna Bitnere. Seleccionador: Stepas Butautas
- 1964:  Campeonas

Nina Poznanskaja, Tamara Pyrkova, Alisa Antipina, Ravilja Salimova, Raisa Michajlova, 
Ljudmila Kukanova, Feodora Orel, Skaidrīte Smildziņa, Valve Lüütsepp, Tat'jana Sorokina, Lidija Leont'eva, Nelli Čijanova. Seleccionadora: Lidia Alekséyeva.
- 1967:  Campeonas

Nina Poznanskaja, Tamara Pyrkova, Inesa Kysel'ova, Ravilja Salimova, Raisa Michajlova, Ljudmila Kukanova, Feodora Orel, Skaidrīte Smildziņa, Alisa Antipina, Silvija Ravdone, Nelli Čijanova, Serafima Eremkina. Seleccionadora: Lidia Alekséyeva.
- 1971:  Campeonas

Angelė Rupšienė, Zinaida Kobzeva, Raïsa Kurv'jakova, Tat'jana Lemechova, Uliana Semiónova, Larisa Vinčaitė, Viktorija Dmitrieva, Nadežda Zacharova, Nelli Ferjabnikova, Lidija Guseva, Tamāra Dauniene, Natalja Klymova. Seleccionadora: Lidia Alekséyeva.
- 1975:  Campeonas

Angelė Rupšienė, Aleksandra Ovčinnikova, Raïsa Kurv'jakova, Ol'ga Baryševa, Tat'jana Ovečkina, Nadežda Šuvaeva, Uliana Semiónova, Nadežda Zacharova, Nelli Ferjabnikova, Ol'ga Sucharnova, Tetjana Zacharova, Natalja Klymova. Seleccionadora: Lidia Alekséyeva.
- 1983:  Campeonas

Ramunė Šidlauskaitė, Ol'ga Baryševa, Olesja Barel', Taccjana Ivinskaja, Ol'ga Burjakina, Nadežda Šuvaeva, Uliana Semiónova, Ljudmyla Rogožyna, Elena Čausova, Ol'ga Sucharnova, Vida Šulskytė, Halina Savičkaja. Seleccionadora: Lidia Alekséyeva.
- 1986:  2ª

Irina Guba, Irina Gerlic, Olesja Barel', Elena Tornikidou, Irina Sumnikova, Olga Yákovleva, Irina Minch, Ljudmyla Rogožyna, Elena Kaputskaja, Galina Kudrevatova, Larisa Kurikša, Svetlana Kuznetsova. Seleccionador: Leonid Jačmenev

### Olimpiadas
- Montreal 1976:  Campeonas

Angelė Rupšienė, Vida Šulskytė, Raïsa Kurv'jakova, Ol'ga Baryševa, Tat'jana Ovečkina, Nadežda Šuvaeva, Uliana Semiónova, Nadežda Zacharova, Nelli Ferjabnikova, Ol'ga Sucharnova, Tamāra Dauniene, Natalja Klymova. Seleccionadora: Lidia Alekséyeva.
- Moscú 1980:  Campeonas

Angelė Rupšienė, Ljubov' Šarmaj, Vida Šulskytė, Ol'ga Baryševa, Tat'jana Ovečkina, Nadežda Šuvaeva, Uliana Semiónova, Ljudmyla Rogožyna, Nelli Ferjabnikova, Ol'ga Sucharnova, Tetjana Zacharova, Taccjana Ivinskaja. Seleccionadora: Lidia Alekséyeva.
- Seúl 1988:  3ª

Ol'ga Evkova, Irina Gerlic, Olesja Barel', Irina Sumnikova, Ol'ga Burjakina, Olga Yákovleva, Irina Minch, Aleksandra Leonova, Elena Chudašova, Vitalija Tuomaitė, Natalia Zasúlskaya, Halina Savičkaja. Seleccionador: Leonid Yačmenev
- Barcelona 1992:  Campeonas, compiten bajo la denominación CEI

Olena Žyrko, Elena Baranova, Irina Gerlic, Elena Tornikidou, Alena Švajbovič, Maryna Tkačenko, Irina Minch, Elena Chudašova, Irina Sumnikova, Elén Shakírova, Natalia Zasúlskaya, Svetlana Zabolueva. Seleccionador: Evgueni Gomelski

### Europeos
- 1950:  Campeonas

Nina Maksimel'janova, Tamara Moiseeva, Raisa Mament'eva, Nina Maksimova, Lidia Alekséyeva, Evgenija Rjabuškina, Valentina Kopylova, Evdokija Rjabuškina, Nina Pimenova, Vera Haritonova, Vera Rjabuškina, Zoja Stasjuk, Julija Burdina. Seleccionador: Konstantin Travin
- 1952:  Campeonas

Valentina Nazarenko, Nina Maksimova, Raisa Mament'eva, Valentina Kopylova, Lidia Alekséyeva, Evgenija Rjabuškina, Tamara Moiseeva, Nina Urdang, Zoja Stasjuk, Ljubov' Lobanova, Galina Stepina, Dzidra Uztupe, Ol'ga Gomel'skaja, Maret-Mai Otsa. Seleccionador: Konstantin Travin
- 1954:  Campeonas

Nina Maksimel'janova, Nina Maksimova, Raisa Mament'eva, Valentina Kopylova, Lidia Alekséyeva, Evgenija Rjabuškina, Tamara Moiseeva, Dzidra Uztupe, Valentina Nazarenko, Nina Arciševskaja, Galina Stepina, Nina Zaznobina, Alisa Asitashvili, Maret-Mai Otsa. Seleccionador: Vladimir Gorochov
- 1956:  Campeonas

Nina Maksimel'janova, Nina Maksimova, Raisa Mament'eva, Valentina Kopylova, Lidia Alekséyeva, 
Nina Poznanskaja, Valentina Kostikova, Dzidra Uztupe, Nina Arciševskaja, Nina Erëmina, Galina Stepina, Aino Värk, Alisa Asitashvili, Maret-Mai Otsa. Seleccionador: Vladimir Gorochov
- 1958:  2

Nina Maksimel'janova, Nina Maksimova, Valentina Kostikova, Maret-Mai Otsa, Gražina Tulevičiūtė, 
Raisa Michajlova, Tat'jana Kudrjavceva, Nina Arciševskaja, Nina Erëmina, Galina Stepina, Aime Kraus, Helēna Bitnere.
- 1960:  Campeonas

Nina Poznanskaja, Skaidrīte Smildziņa, Valentina Kostikova, Maret-Mai Otsa, Ljudmila Nikitina, Raisa Michajlova, Galina Dronova, Jūratė Daktaraitė, Helēna Bitnere, Nina Erëmina, Galina Stepina, Ljudmila Edevela. Seleccionador: Pëtr Baranov
- 1962:  Campeonas

Dzidra Uztupe, Tamara Pyrkova, Lidija Antonikovskaja, Nina Poznanskaja, Ljudmila Edevela, Ljudmila Kukanova, Feodora Orel, Skaidrīte Smildziņa, Valve Lüütsepp, Jūratė Daktaraitė, Inesa Kysel'ova, Ravilja Salimova. Seleccionadora: Lidia Alekséyeva
- 1964:  Campeonas

Nina Poznanskaja, Tamara Pyrkova, Alisa Antipina, Ravilja Salimova, Raisa Michajlova, Ljudmila Kukanova, Feodora Orel, Skaidrīte Smildziņa, Valve Lüütsepp, Tat'jana Sorokina, Lidija Leont'eva, Nelli Čijanova. Seleccionadora: Lidia Alekséyeva
- 1966:  Campeonas

Nina Poznanskaja, Tamara Pyrkova, Galina Magidson, Ravilja Salimova, Raisa Michajlova, 
Ljudmila Kukanova, Feodora Orel, Skaidrīte Smildziņa, Galina Voronina, Laima Jukelienė, Silvija Ravdone, Nelli Čijanova. Seleccionadora: Lidia Alekséyeva
- 1968:  Campeonas

Zita Bareikitė, Tamara Pyrkova, Alisa Antipina, Ravilja Salimova, Nelli Čijanova, Ljudmila Kukanova, Nadežda Zacharova, Skaidrīte Smildziņa, Galina Voronina, Ljudmila Bubčikova, Uliana Semiónova, Ljudmila Švecova. Seleccionadora: Lidia Alekséyeva
- 1970:  Campeonas

Ljudmila Kuznecova, Zinaida Kobzeva, Ljudmila Švecova, Lidija Guseva, Tat'jana Ovečkina, Ljudmila Kukanova, Viktorija Dmitrieva, Nadežda Zacharova, Galina Voronina, Ljudmila Bubčikova, Uliana Semiónova, Nelli Ferjabnikova. Seleccionadora: Lidia Alekséyeva
- 1972:  Campeonas

Angelė Rupšienė, Zinaida Kobzeva, Raïsa Kurv'jakova, Ljudmila Kuz'mina, Tat'jana Ovečkina, Ljudmila Kuznecova, Uliana Semiónova, Nadežda Zacharova, Nelli Ferjabnikova, Lidija Guseva, Ol'ga Sucharnova, Natalja Klymova. Seleccionadora: Lidia Alekséyeva
- 1974:  Campeonas

Ol'ga Sucharnova, Aleksandra Ovčinnikova, Raïsa Kurv'jakova, Ol'ga Baryševa, Tat'jana Ovečkina, 
Ljudmila Kuznecova, Uliana Semiónova, Nadežda Zacharova, Nelli Ferjabnikova, Nadežda Šuvaeva, Tamāra Dauniene, Natalja Klymova. Seleccionadora: Lidia Alekséyeva
- 1976:  Campeonas

Angelė Rupšienė, Vida Šulskytė, Raïsa Kurv'jakova, Ol'ga Baryševa, Tat'jana Ovečkina, Nadežda Šuvaeva, Uliana Semiónova, Nadežda Zacharova, Nelli Ferjabnikova, Ol'ga Sucharnova, Tamāra Dauniene, Natalja Klymova. Seleccionadora: Lidia Alekséyeva
- 1978:  Campeonas

Angelė Rupšienė, Ljubov' Šarmaj, Vida Šulskytė, Ol'ga Baryševa, Tat'jana Ovečkina, Nadežda Šuvaeva, Uliana Semiónova, Aleksandra Ovčinnikova, Nelli Ferjabnikova, Ol'ga Sucharnova, Olga Buriakina, Elena Čausova. Seleccionadora: Lidia Alekséyeva
- 1980:  Campeonas

Olesja Barel', Ljubov' Šarmaj, Vida Šulskytė, Ol'ga Baryševa, Tat'jana Ovečkina, Nadežda Šuvaeva, Uliana Semiónova, Ljudmyla Rogožyna, Elena Čausova, Ol'ga Sucharnova. Olga Buriakina, Halina Savičkaja. Seleccionadora: Lidia Alekséyeva
- 1981:  Campeonas

Olesja Barel', Galina Mel'ničenko, Galina Kudrevatova, Ol'ga Baryševa
Olga Buriakina, Nadežda Šuvaeva, Uliana Semiónova, Ljudmyla Rogožyna, Elena Čausova, Ol'ga Sucharnova, Marianna Feodorova, Halina Savičkaja. Seleccionadora: Lidia Alekséyeva
- 1983:  Campeonas

Ramunė Šidlauskaitė, Larisa Popova, Olesja Barel', Olga Yákovleva, Olga Buriakina, Nadežda Šuvaeva, Uliana Semiónova, Ljudmyla Rogožyna, Elena Čausova, Ol'ga Sucharnova, Larisa Kurikša, Halina Savičkaja. Seleccionadora: Lidia Alekséyeva
- 1985:  Campeonas

Ramunė Šidlauskaitė, Vitalija Tuomaitė, Olesja Barel', Taccjana Ivinskaja, Olga Buriakina, Olga Yákovleva, Uliana Semiónova, Tat'jana Komarova, Elena Čausova, Ol'ga Sucharnova, Larisa Kurikša, Halina Savičkaja. Seleccionadora: Lidia Alekséyeva
- 1987:  Campeonas

Irina Levčenko, Vitalija Tuomaitė, Olesja Barel', Elena Tornikidou, Olga Buriakina, 
Aleksandra Leonova, Irina Minch, Olga Yákovleva, Elena Chudašova, Ol'ga Sucharnova, Natalia Zasúlskaya, Halina Savičkaja. Seleccionador: Leonid Jačmenev
- 1989:  Campeonas

Svetlana Zabolueva, Svetlana Kuznetsova, Olesja Barel', Elena Tornikidou, Irina Sumnikova, Ljubov' Aleksandrova, Irina Gerlic, Alena Švajbovič, Elena Chudašova, Marina Abros'kina, Natalia Zasúlskaya, Halina Savičkaja. Seleccionador: Evgueni Gomelski
- 1991:  Campeonas

Olena Žyrko, Elena Baranova, Irina Kushch, Elena Mozgovaja, Marina Burmistrova, Maryna Tkačenko, Irina Minch, Elena Chudašova, Irina Sumnikova, Elén Shakírova, Natalia Zasúlskaya, Svetlana Zabolueva. Seleccionador: Evgueni Gomelski